# روث وينفريد هوارد
روث وينفريد هوارد (بالإنجليزية: Ruth Winifred Howard) هي عاملة إجتماعية أمريكية، ولدت في 25 مارس 1900 في واشنطن العاصمة في الولايات المتحدة، وتوفيت في 12 فبراير 1997.